# جاناتان ماتیاس
جاناتان ماتیاس (انگلیسی: Jonathan Matijas؛ زادهٔ ۶ ژانویه ۱۹۹۰) بازیکن فوتبال اهل فرانسه است.
از باشگاه‌هایی که در آن بازی کرده‌است می‌توان به باشگاه فوتبال باستیا، باشگاه ورزشی آمیان، و باشگاه فوتبال مولودیه الجزایر اشاره کرد.